# Club de Fútbol Camagüey
Actualités
Dernière mise à jour : 23 décembre 2019.
Le Club de Fútbol Camagüey, aussi appelé CF Camagüey est un club de football cubain basé à Minas, commune de la province de Camagüey, qui évolue en D1 cubaine.

## Histoire
Le 18 octobre 1981, le CF Camagüey endosse à l'équipe de Las Tunas un terrible 19-0, match dont le score constitue le plus grand écart enregistré en championnat de Cuba.
En 2011, le club remporte la saison régulière du championnat cubain, mais s'incline en demi-finale contre le FC Guantánamo. Quatre ans plus tard il finit par remporter son premier championnat, à quatre journées de la fin de la saison, avec en prime le record de victoires consécutives en championnat de Cuba (onze victoires acquises entre le 21 mars et le 22 avril 2015).

## Palmarès
- Championnat de Cuba (1) :
  - Champion : 2015.
  - Vice-champion : 2009-10, 2012 et 2017.

## Personnalités historiques du club

### Joueurs

#### Équipe actuelle (2020)
Source : El Nuevo Blog del Fútbol Cubano.
| N° | Nat.            | Poste | Nom du joueur                 |
| -- | --------------- | ----- | ----------------------------- |
|    | Drapeau de Cuba | G     | Danilo Baró Smith             |
|    | Drapeau de Cuba | G     | Dainer A. Díaz Oliva          |
|    | Drapeau de Cuba | G     | Leonardo Membrive Siforte     |
|    | Drapeau de Cuba | D     | Dainer Estévez del Toro       |
|    | Drapeau de Cuba | D     | Felipe Hurtado Rojas          |
|    | Drapeau de Cuba | D     | Andry Horta López             |
|    | Drapeau de Cuba | D     | Ernesto Valle Almeida         |
|    | Drapeau de Cuba | D     | Manuel Cruz Ledesma           |
|    | Drapeau de Cuba | D     | Ángel Lesnay Horta López      |
|    | Drapeau de Cuba | D     | Aldair Palacios Bazán         |
|    | Drapeau de Cuba | M     | Leizan Díaz Machado           |
|    | Drapeau de Cuba | M     | Daykel Manuel Rodríguez López |
|    | Drapeau de Cuba | M     | Raidel Fernández Vuelga       |
|    | Drapeau de Cuba | M     | Madian Martínez Mejías        |

| No. | Nat.            | Position | Nom du joueur             |
| --- | --------------- | -------- | ------------------------- |
|     | Drapeau de Cuba | M        | Roy Luis López            |
|     | Drapeau de Cuba | M        | Yadiel Romero Williamson  |
|     | Drapeau de Cuba | M        | Yasniel Pimentel Duran    |
|     | Drapeau de Cuba | M        | Armando Marthy Luaces     |
|     | Drapeau de Cuba | M        | Juan Carlos Marín Álvarez |
|     | Drapeau de Cuba | M        | Adriano Díaz Rodríguez    |
|     | Drapeau de Cuba | M        | Omar Romero Sánchez       |
|     | Drapeau de Cuba | M        | Elian Jiménez Torres      |
|     | Drapeau de Cuba | A        | Miguel Portelles Aranda   |
|     | Drapeau de Cuba | A        | Lombardis Quevedo Palmero |
|     | Drapeau de Cuba | A        | Dagoberto Quesada Beckle  |
|     | Drapeau de Cuba | A        | Yander Marrero Gómez      |
|     | Drapeau de Cuba | A        | Duxney Espinosa Pérez     |

#### Principaux joueurs (tous les temps)
- Armando Coroneaux
- Odisnel Cooper
- Osmani Montero

### Entraîneurs

#### Encadrement technique actuel
- Entraîneur : Mario Matamoros
- Entraîneurs adjoints : ?
- Préparateur physique : ?
- Entraîneur des gardiens : ?

#### Liste des entraîneurs
- Roberto Varona Núñez[6],[7],[8] (2009-2012)
- Armando Manuel Cruz Guillén[9],[10] (2013-2014)
- Julio Lázaro Valero Martínez[11],[12] (2015-2016), champion en 2015.
- Roberto Ernesto Villegas[13] (2017)
- Omar de Jesús Brizuela[14] (2018)
- Mario Matamoros[15] (2019-)